# Trichoscelia anae
Trichoscelia anae är en insektsart som beskrevs av Penny 1983. Trichoscelia anae ingår i släktet Trichoscelia och familjen fångsländor. Inga underarter finns listade i Catalogue of Life.